# Dom Kultury (Zgorzelec)

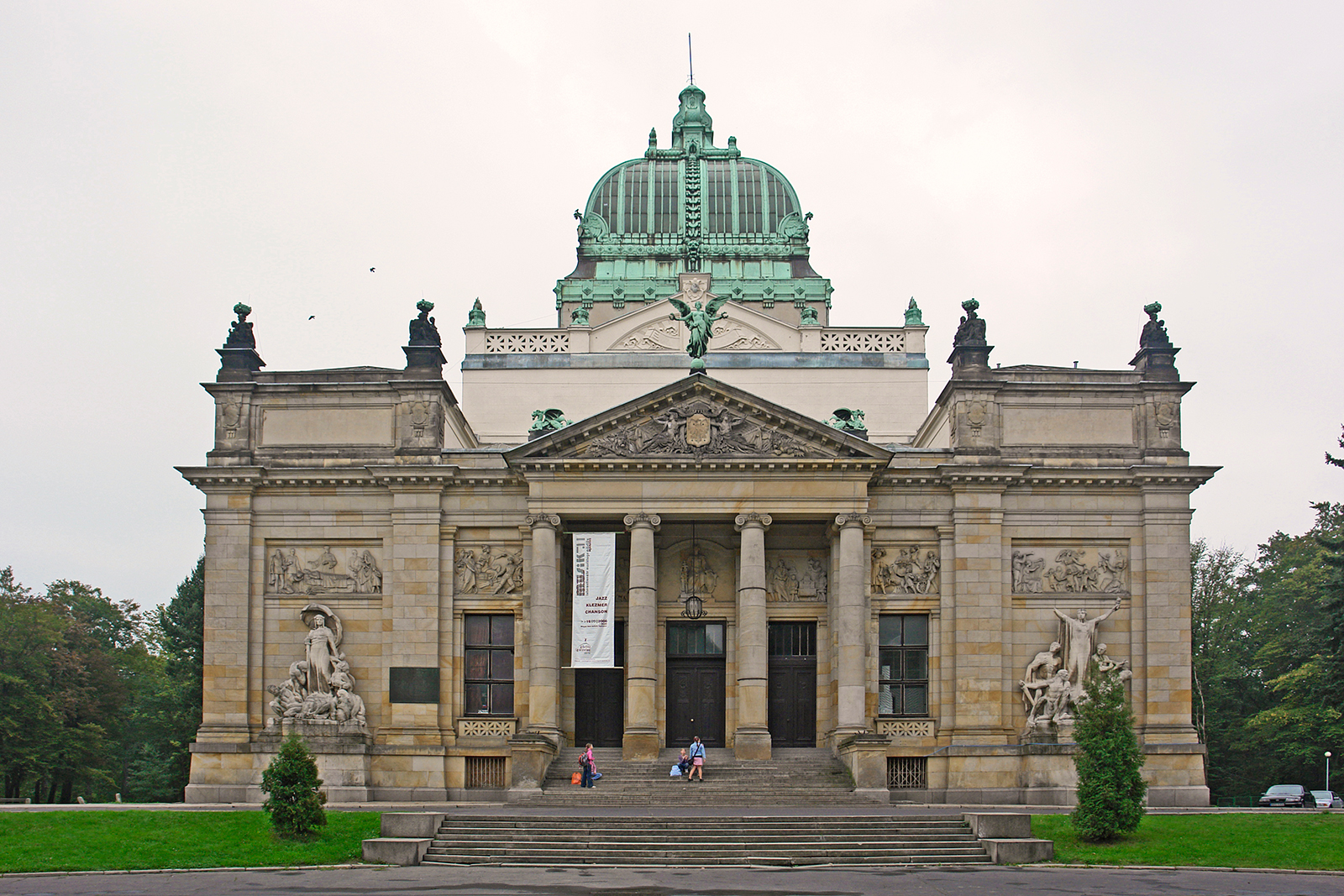
Dom Kultury of Oberlausitzer Gedenkhalle

Dom Kultury in Zgorzelec of die Oberlausitzer Gedenkhalle is een voormalig museum, dat sinds 1948 dienstdoet als Cultuurhuis voor de Poolse stad Zgorzelec. Het gebouw werd gebouwd in 1888 en diende als gedenkhal voor de Duitse keizers Wilhelm I van Duitsland en zijn zoon Frederik III van Pruisen. Het gebouw had voor de Tweede Wereldoorlog overeenkomsten met de Jahrhunderthalle in Wrocław en met het Walhalla in het Duitse Donaustauf.
In dit complex werd in 1950 het Verdrag van Görlitz tussen de Volksrepubliek Polen en Duitse Democratische Republiek getekend. Daarmee erkende de DDR de Oder-Neissegrens.
De voormalige gedenkhal maakt onderdeel uit van het Andrzej-Błachaniec-Park en hierdoor van het Brückenpark (Pools: Park Mostów).